# 赖姓
赖姓是一个中文姓氏，在《百家姓》排名第276位。2010年中国大陆赖姓人口排名第98。根據中華民國內政部户政司民國107年（2018年）6月的數據，台灣賴姓人口排名第19名，有311,106 人。

## 起源
1. 出自姜姓。為炎帝神農氏之子孫。根據《中國史稿》和《炎黃源流史》記載：炎帝後裔有四個部族，其中之一是烈山氏，古音烈與厲、賴通，故其部族居住在山西汾水一帶，其中一之在商代時東遷至河南或湖北一帶建立賴國，後為楚靈王所滅，其後人以賴為姓。為湖北或河南賴氏。據載：部分賴氏族人為避楚靈王之害，有改羅、傅二氏者，以其毗鄰，兼有姻戚關係，因此有賴、羅、傅聯宗之說。
2. 周文王十九子，封穎川賴國，從叔穎公傳至十四世添公，為楚國靈王所滅。(五美堂家譜)
3. 源於少數民族。阿昌族源於阿昌語「喇來」其尾音和漢語「賴」相近，故改姓賴。除此之外台灣原住民及蒙古皆有賴姓，如：抗日的泰雅族「山豬勇士」巴杜．達赫史之子尤幹．巴杜（賴阿明）及孫朽厚．諾幹（賴松蓬）、尤命．諾幹（賴世民）等。

## 郡望
- 潁川郡
- 河内郡
- 松阳郡
- 南康郡

## 堂號
- 潁川堂
- 秘書堂
- 南康堂
- 河南堂
- 西川堂
- 松陽堂
- 五常堂
- 五美堂
- 錫美堂
- 懷德堂
- 積善堂
- 思敬堂
- 水聲堂
- 心田堂
- 敦本堂
- 叙伦堂
- 克勤堂
- 继述堂
- 建威堂
- 廣平堂

## 延伸阅读
- （简体中文）赖姓源流 （页面存档备份，存于）

[在维基数据编辑]
 《百家姓》
 《欽定古今圖書集成·明倫彙編·氏族典·賴姓部》，出自陈梦雷《古今圖書集成》